# Pyrethrum fruticulosum
Pyrethrum fruticulosum là một loài thực vật có hoa trong họ Cúc. Loài này được Biehler miêu tả khoa học đầu tiên năm 1807.